# Karin Zauner
Karin Zauner (* 21. Oktober 1966) ist eine österreichische Journalistin und Chefin vom Dienst bei den Salzburger Nachrichten, deren Chefredaktion sie im Juli 2025 übernahm.

## Leben und Wirken
Zauner ist bereits jahrzehntelang als Journalistin für die Salzburger Nachrichten tätig. Nach ihrem Start in der Sportredaktion wechselte sie in die Lokalredaktion und berichtete dort über Politik. Danach wechselte sie ins Wirtschaftsressort (Schwerpunkt Automobilindustrie) und leitete in den letzten Jahren das Online-Ressort. Zauner ist zudem seit Längerem als Chefin vom Dienst tätig. Sie entwickelte die Kolumne "Frauensache", für die sie nach wie vor schreibt. Ab Oktober 2015 widmete sie sich für ein Jahr einem Managementraining und einer Ausbildung zu Entrepreneurial Media an der City University of New York. 
Mit 1. Juli 2025 folgte sie Manfred Perterer als Chefredakteurin der Salzburger Nachrichten nach.

## Auszeichnungen
- 2015: Silberne MedienLÖWIN für den Kolumnen-Beitrag "Die dreisteste Steuerlüge"[7]
- 2015: Beste Lokaljournalistin Salzburgs[8]